# Julio Philippi Izquierdo
Julio Philippi Izquierdo (Santiago, 26 de diciembre de 1912-ibidem, 30 de marzo de 1997) fue un abogado, diplomático, escritor, investigador, académico y político chileno de ascendencia alemana, de matriz conservadora. Se desempeñó como ministro de Estado de cuatro carteras durante el gobierno del presidente Jorge Alessandri (1958-1964), así como miembro del Tribunal Constitucional de su país por encargo del general Augusto Pinochet en 1981.

## Familia
Sus padres fueron el exministro de Hacienda Julio Philippi Bihl y Sara Izquierdo Phillips.
Se casó con Luz Irarrázaval Larraín, con quien tuvo ocho hijos. Por el lado de su hermana Adriana Paulina fue cuñado del historiador y abogado conservador Jaime Eyzaguirre.
Entre sus hijos se cuenta el empresario, académico y presidente de la Sociedad de Fomento Fabril (Sofofa), Bruno.

## Formación
Descendiente directo de la estirpe de naturalistas alemanes que echaron sus raíces en Chile (Rodolfo Amando Philippi fue su bisabuelo y el biólogo Vicente Izquierdo su abuelo), estudió en el Liceo Alemán de Santiago y posteriormente cursó la carrera de derecho en la Universidad Católica, de la que se tituló en 1935. De dicha casa de estudios sería, más adelante, profesor de las cátedras de economía social (1933-1936), derecho civil (1939-1952) y filosofía del derecho (1953-1958).
Forjado en los tumultuosos años 1930, conservó desde estudiante su autonomía, a diferencia de muchos jóvenes de su generación, que terminaron afiliándose a distintos partidos políticos en ascenso.
Por esos años participó en las organizaciones Asociación Nacional de Estudiantes Católicos y en la Liga Social, enfrentadas ambas a la jerarquía católica, partidaria de laicos obedientes a su interpretación de los tiempos. Su primer nexo con la llamada Doctrina Social de la Iglesia fueron sus conversaciones con el sacerdote jesuita Fernando Vives Solar, quien fuera uno de los más destacados artífices del movimiento social-cristiano de comienzos de siglo XX en Chile.

## Vida pública

### Ministro de Estado
En 1958 fue llamado por Jorge Alessandri —con quien se avenía por su independencia política— a servir como biministro de Justicia y de Tierras y Colonización de su primer gabinete. Por esos años, Philippi Izquierdo se desempeñaba como abogado de la Corte Suprema.
El doble terremoto de 1960 lo puso al mando de la cartera de Economía y Comercio, la cual pasaría a llamarse de Economía, Fomento y Reconstrucción durante su periodo, para permitir la reconstrucción de las diez provincias que el movimiento había asolado. Tras esa participación volvió a Tierras y Colonización.
En 1963 volvería a Economía y tres meses después iría a Relaciones Exteriores, cargo con el que finalizó la administración Alessandri.

### Asesor y miembro del TC
Tras alejarse de la Cancillería, continuó asesorando al Gobierno del presidente Eduardo Frei Montalva por decisión del ministro de Relaciones Exteriores, Gabriel Valdés, tanto en la disputa limítrofe por Palena con Argentina, como en el arbitraje iniciado posteriormente por el diferendo en el Canal de Beagle, en el que encabezó la comisión asesora de la defensa chilena, que operó durante los gobiernos de Frei Montalva, Salvador Allende y Pinochet, hasta llegar al laudo británico de 1977.
En 1981 fue nombrado por la dictadura militar del general Augusto Pinochet, como miembro del Tribunal Constitucional. Votó en contra en la sentencia que declara a Clodomiro Almeyda "contrario al ordenamiento institucional de la República" (fallo 46 de 1987).
Fue activo integrante de la Sociedad Científica de Chile y de la Academia Chilena de Ciencias Sociales, Políticas y Morales. También mantuvo un fervoroso interés por la botánica y la ornitología.
Falleció acompañado de su familia víctima de un edema pulmonar en 1997.

## Nota
1. ↑  El historiador Gonzalo Vial reseñó que cuando en los años 1940-1950 el polo católico se enfrentaba con el polo laicista en la cultura nacional (la pugna política conservadora-radical en temas como el de las leyes de matrimonio civil y cementerios), Philippi Izquierdo representaba el polo católico, pero caracterizándose por su gran tolerancia, unida a una inmovible intransigencia con las ideas. "Es desde siempre el pensador de Iglesia (Católica), del derecho natural como ella lo entiende, de la doctrina social de los pontífices", escribió Vial. Philippi Izquierdo recordó en una extensa entrevista de la revista Societas, que la Liga Social tuvo que resistir fuertes presiones del Partido Conservador por unir lo político con lo eclesiástico. Pero ellos eran contrarios a esa simbiosis, "nuestra vocación no era política, sino social-obrera" (El Mercurio (Santiago), 6 de abril de 1997, p.D4)